# José María Narváez
Pour les articles homonymes, voir Narváez.
José María Narváez (1768 - 4 août 1848) est un officier naval, navigateur et explorateur espagnol qui est surtout renommé pour ses voyages dans le nord-ouest de l'océan Pacifique, notamment le long des côtes de l'actuelle Colombie-Britannique.
En 1791, en tant que commandant de la goëlette Santa Saturnina, il conduit les premiers Européens dans les eaux du détroit de Géorgie et de la baie Burrard, à proximité de l'actuelle ville de Vancouver. Il débarque avec ses hommes sur la Sunshine Coast. Le souvenir de cet événement est rappelé par une plaque commémorative érigée en l'honneur de Narváez en janvier 2009 par la municipalité de Sechelt.